# Philippe Chevallier
Philippe Chevallier (* 26. April 1961 in Annemasse) ist ein ehemaliger französischer Radrennfahrer und Sportlicher Leiter.

## Sportliche Laufbahn
Chevallier war im Bahnradsport und im Straßenradsport aktiv. Er war Teilnehmer der Olympischen Sommerspiele 1980 in Moskau. In der Mannschaftsverfolgung kam Frankreich mit Alain Bondue, Philippe Chevallier, Pascal Poisson und Jean-Marc Rebière auf den 5. Platz.
Chevallier startete als Amateur für den Verein VC Annemasse. 1979 wurde er französischer Juniorenmeister im Straßenrennen. Bei den Bahnradsport-Weltmeisterschaften der Junioren 1979 gewann er die Silbermedaille in der Mannschaftsverfolgung und Bronze in der Einerverfolgung. In der Einerverfolgung der Amateure wurde er 1980 Dritter der nationalen Meisterschaft.  
1980 siegte er in der Gesamtwertung der Tour du Gévaudan mit einem Etappenerfolg. 1981 gewann er die Eintagesrennen Paris–Auxerre und Grand Prix du Faucigny. Bei den Straßenradsport-Weltmeisterschaften 1981 wurde er im Amateurrennen Sechster und damit bester Franzose. Die Internationale Friedensfahrt fuhr er 1981 und wurde 51. der Gesamtwertung.
1982 wurde er Berufsfahrer im Radsportteam Renault-Elf-Gitane und blieb bis 1991 als Radprofi aktiv. Ab 1992 startete er wieder als Amateur.
In der Tour de France 1983 gewann er die 9. Etappe. 1984 siegte er in der Tour du Vaucluse vor Davide Cassani und auf einer Etappe der Tour de l’Avenir. 1987 war er in der Nordwestschweizer Rundfahrt erfolgreich. In der Tour de France wurde Chevallier 1983 47. und 1985 57. der Gesamtwertung. Im Giro d’Italia 1984 wurde er 108. und 1987 55. des Endklassements. 1987 wurde er Vierter in der Tour of Britain.

## Berufliches
Nach seiner Karriere als Profi begann Chevallier eine berufliche Ausbildung zum Helikopterpiloten. Von 1995 bis 2000 war er für die Amaury Sport Organisation tätig, danach bis 2015 für die Union Cycliste Internationale. Chevallier wurde im November 2015 General Manager des Radsportteams AG2R La Mondiale.